# هارلان بريغز
هارلان بريغز (بالإنجليزية: Harlan Briggs)‏ مواليد 17 أغسطس 1879 في ميشيغان، الولايات المتحدة - الوفاة 26 يناير 1952 في لوس أنجلوس، كاليفورنيا، الولايات المتحدة، هو ممثل أمريكي بدأ مسيرته الفنية سنة 1900.

## الأعمال
- دودسورث
- السيد سميث يذهب إلى واشنطن
- قدم واحدة في الجنة
- معرض الولاية
- حياة مزدوجة
- نساء صغيرات

## روابط خارجية
- هارلان بريغز على موقع IMDb (الإنجليزية)
- هارلان بريغز على موقع قاعدة بيانات برودواي على الإنترنت (الإنجليزية)
- هارلان بريغز على موقع قاعدة بيانات الفيلم (الإنجليزية)